# Марин, Михаил Фёдорович
Михаил Фёдорович Марин (27 октября 1876, село Алексеевка, Бузулукский уезд, Самарская губерния — не ранее 1930) — протоиерей Православной Российской Церкви, настоятель храмов в Саратовской епархии.

## Биография
Родился в семье священника. Женат, дети — Ольга, Василий.
Окончил Астраханское духовное училище (1891), Астраханскую духовную семинарию (1897), Казанскую духовную академию со степенью кандидата богословия (1908).
Иерей в храме и законоучитель в земском училище селе Большой Сарбай Бугурусланского уезда Самарской губернии (1897).
Настоятель храма Трех Святителей в селе Савруха Бугурусланского уезда Самарской губернии и законоучитель в земской школе (1899).
Овдовел (1900). Законоучитель в реальном училище города Петровск Саратовской губернии (1904), член его хозяйственной комиссии (1904—1911) и классный наставник, одновременно законоучитель в женской гимназии (1912), член Петровского отделения епархиального училищного совета (1914).
Награждён набедренником (1911), скуфьей и камилавкой.
Помощник смотрителя Петровского духовного училища, товарищ председателя Петровского уездного съезда духовенства и мирян, делегат Всероссийского съезда духовенства и мирян (1917).
В 1917—1918 годах член Поместного собора Православной российской церкви по избранию как клирик от Саратовской епархии, участвовал во всех трёх сессиях, член II, V, VII, VIII, XI, XV, XIX отделов.
В 1918 году священник в храме Живоначальной Троицы города Петровск.
В 1922 году выдвигался кандидатом во епископа.
С 1924 года протоиерей, настоятель храма святителя Николая Чудотворца в городе Кузнецк Саратовской губернии. Был лишён избирательных прав.
В конце 1920-х годов настоятель храма в селе Саловка Городищенского района Средневолжского края.
В 1929 году переехал в Кузнецк (улица Ленина, дом 296) для организации борьбы с обновленчеством. В сентябре арестован по обвинению в том, что «группирует вокруг себя духовенство не только Кузнецкого округа, но соседних округов — Петровского и Пензенского, а также и кулацко-зажиточную часть крестьянства ближайших к городу сел, не являясь административным лицом в епархии, фактически руководит всем тихоновским движением в округе». В декабре за «антисоветскую деятельность в составе церковно-монархической группы из 70 человек» приговорён к 7 годам ИТЛ.
Вероятнее всего, скончался в лагере.

## Сочинения
- С Собора // Саратовские епархиальные ведомости. 1917. — № 26.
- К вопросу об оживлении церковной жизни // Всероссийский церковно-общественный вестник. 1917. 5 декабря. № 158.